# Zbiornik Nowosybirski
Zbiornik Nowosybirski (ros. Новосибирское водохранилище, Nowosibirskoje wodochraniliszcze), zwany także potocznie przez miejscowych Morzem Obskim – największe sztuczne jezioro w obwodzie nowosybirskim i kraju ałtajskim, a także jedno z największych sztucznych zbiorników w południowo-zachodniej Syberii. Zbiornik powstał po przegrodzeniu zaporą w latach 50. XX wieku rzeki Ob w bliskim sąsiedztwie z miastem Nowosybirsk. Tuż przy brzegu zalewu znajduje się wiele małych miejscowości m.in.: Tuła, Maletino, Kamień nad Obem, Bystrowka i wiele innych. Jezioro pełni role zarówno energetyczną (moc elektrowni zlokalizowanej przy zaporze wynosi około 400 MW), rekreacyjną (latem jest jednym z najbardziej popularnych miejsc wypoczynkowych dla mieszkańców Nowosybirska i okolicznych wsi, znajdują się tu także plaże nudystów), oraz przeciwpowodziową.

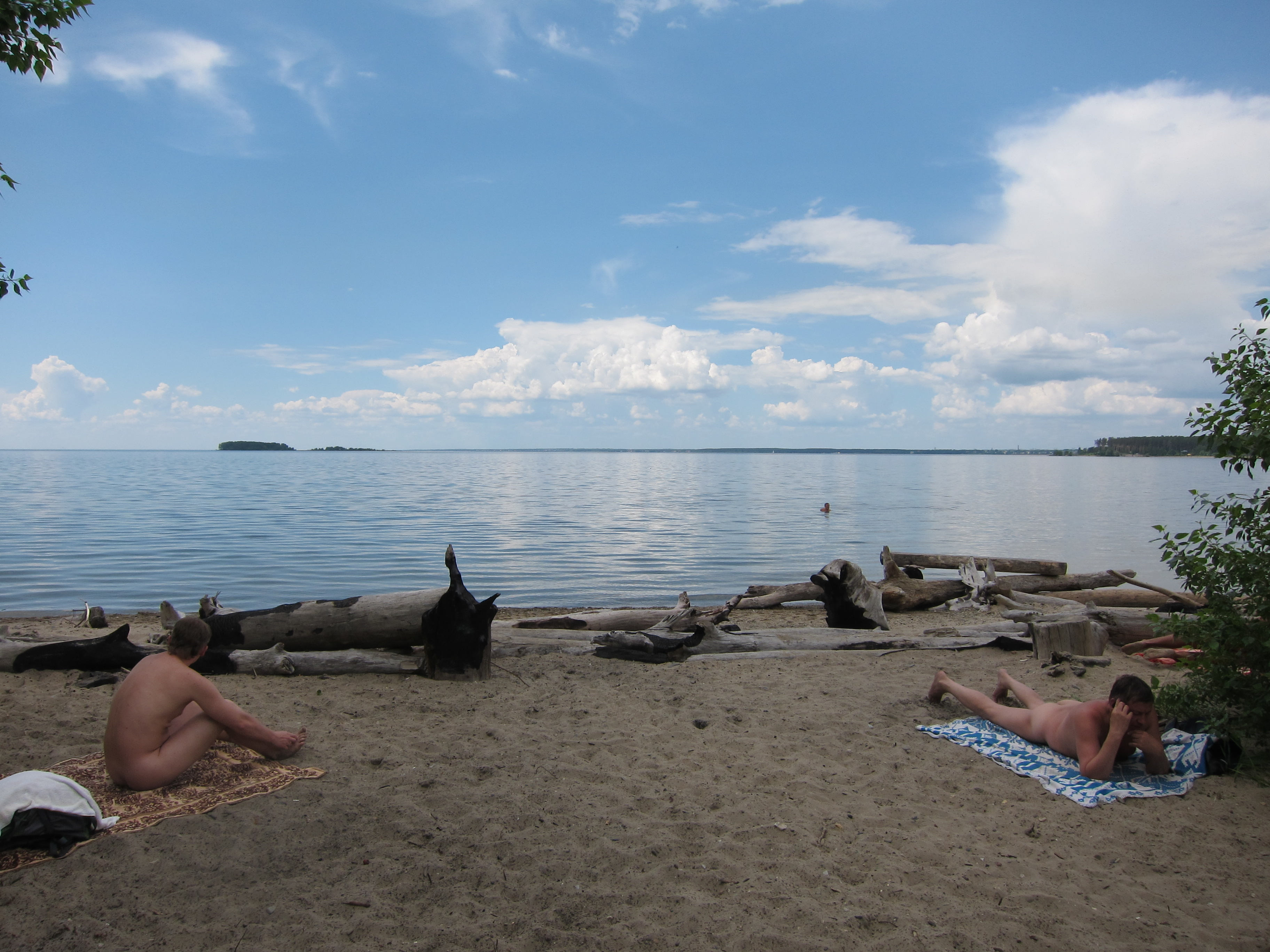
Plaża nudystów przy zbiorniku Nowosybirskim
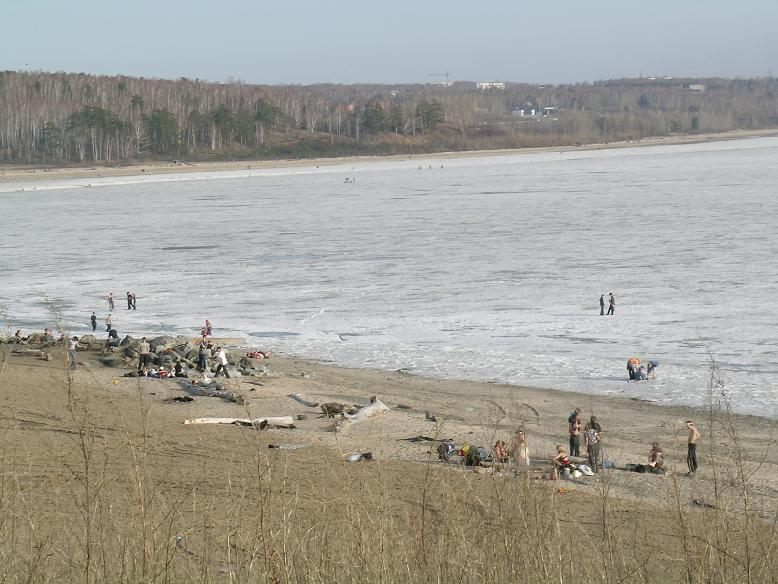
Zbiornik wiosną